# دیگو گارسیا (بازیکن فوتبال، زاده ۲۰۰۰)
دیگو گارسیا (انگلیسی: Diego García؛ زادهٔ ۱۸ آوریل ۲۰۰۰) بازیکن فوتبال است.